# Liste der Länder nach Altersstruktur
Folgende Liste der Länder nach Altersstruktur sortiert die Länder der Welt nach der Altersverteilung seiner Bevölkerung. Die Bevölkerung wird dabei in drei Stufen eingeteilt:
- Alter von 0 bis 14 Jahren: Kinder und Jugendliche
- Alter von 15 bis 64 Jahren: Arbeitende Bevölkerung oder Bevölkerung in Ausbildung
- Alter von über 65 Jahren: Rentner

Die Altersstruktur eines Landes hat starke Auswirkungen auf Gesellschaft und Wirtschaft. Ist der Anteil an 0- bis 14-Jährigen sehr hoch, kann es zu einer sogenannten Youth Bulge kommen. Ist dagegen der Anteil der über 65-Jährigen sehr hoch, können die Sozialsysteme eines Landes stark belastet werden.

## Liste
Alle Zahlen sind vom Jahr 2023. Quelle ist die Weltbank.
| Land                               | Bevölkerungsanteil nach Alter | Bevölkerungsanteil nach Alter | Bevölkerungsanteil nach Alter |
| Land                               | 0 bis 14 Jahre                | 15 bis 64 Jahre               | über 65 Jahre                 |
| ---------------------------------- | ----------------------------- | ----------------------------- | ----------------------------- |
| Afghanistan                        | 42,8 %                        | 54,8 %                        | 02,4 %                        |
| Ägypten                            | 32,6 %                        | 62,5 %                        | 04,9 %                        |
| Albanien                           | 16,0 %                        | 66,9 %                        | 17,1 %                        |
| Algerien                           | 30,4 %                        | 62,9 %                        | 06,6 %                        |
| Amerikanische Jungferninseln       | 19,1 %                        | 60,0 %                        | 20,9 %                        |
| Amerikanisch-Samoa                 | 27,1 %                        | 65,3 %                        | 07,7 %                        |
| Andorra                            | 12,4 %                        | 72,0 %                        | 15,5 %                        |
| Angola                             | 44,8 %                        | 52,6 %                        | 02,6 %                        |
| Antigua und Barbuda                | 18,2 %                        | 70,7 %                        | 11,1 %                        |
| Äquatorialguinea                   | 38,1 %                        | 58,8 %                        | 03,1 %                        |
| Argentinien                        | 22,7 %                        | 65,2 %                        | 12,1 %                        |
| Armenien                           | 20,4 %                        | 65,9 %                        | 13,7 %                        |
| Aruba                              | 15,7 %                        | 67,4 %                        | 16,9 %                        |
| Aserbaidschan                      | 22,9 %                        | 69,5 %                        | 07,6 %                        |
| Äthiopien                          | 39,3 %                        | 57,5 %                        | 03,2 %                        |
| Australien                         | 18,0 %                        | 64,8 %                        | 17,2 %                        |
| Bahamas                            | 18,5 %                        | 72,2 %                        | 09,3 %                        |
| Bahrain                            | 19,9 %                        | 76,1 %                        | 04,0 %                        |
| Bangladesch                        | 25,5 %                        | 68,2 %                        | 06,3 %                        |
| Barbados                           | 16,6 %                        | 66,6 %                        | 16,8 %                        |
| Belarus                            | 16,6 %                        | 65,7 %                        | 17,7 %                        |
| Belgien                            | 16,3 %                        | 63,6 %                        | 20,1 %                        |
| Belize                             | 27,3 %                        | 67,5 %                        | 05,2 %                        |
| Benin                              | 42,3 %                        | 54,7 %                        | 03,1 %                        |
| Bermuda                            | 14,4 %                        | 64,4 %                        | 21,2 %                        |
| Bhutan                             | 21,5 %                        | 72,1 %                        | 06,4 %                        |
| Bolivien                           | 30,5 %                        | 64,6 %                        | 04,9 %                        |
| Bosnien und Herzegowina            | 14,7 %                        | 66,6 %                        | 18,7 %                        |
| Botswana                           | 32,2 %                        | 64,0 %                        | 03,8 %                        |
| Brasilien                          | 20,0 %                        | 69,8 %                        | 10,2 %                        |
| Britische Jungferninseln           | 13,7 %                        | 75,8 %                        | 10,5 %                        |
| Brunei                             | 21,8 %                        | 71,7 %                        | 06,6 %                        |
| Bulgarien                          | 14,0 %                        | 63,7 %                        | 22,3 %                        |
| Burkina Faso                       | 43,3 %                        | 54,1 %                        | 02,5 %                        |
| Burundi                            | 45,2 %                        | 52,4 %                        | 02,5 %                        |
| Cayman Islands                     | 16,7 %                        | 74,8 %                        | 08,5 %                        |
| Chile                              | 18,2 %                        | 68,4 %                        | 13,5 %                        |
| Costa Rica                         | 19,8 %                        | 69,0 %                        | 11,2 %                        |
| Curaçao                            | 16,9 %                        | 67,7 %                        | 15,4 %                        |
| Dänemark                           | 15,9 %                        | 63,3 %                        | 20,7 %                        |
| Demokratische Republik Kongo       | 46,5 %                        | 50,6 %                        | 02,9 %                        |
| Deutschland                        | 14,0 %                        | 63,3 %                        | 22,7 %                        |
| Dominica                           | 19,4 %                        | 70,8 %                        | 09,8 %                        |
| Dominikanische Republik            | 26,8 %                        | 65,5 %                        | 07,7 %                        |
| Dschibuti                          | 30,0 %                        | 65,4 %                        | 04,6 %                        |
| Ecuador                            | 25,3 %                        | 66,6 %                        | 08,1 %                        |
| El Salvador                        | 25,0 %                        | 66,6 %                        | 08,4 %                        |
| Elfenbeinküste                     | 41,1 %                        | 56,5 %                        | 02,4 %                        |
| Eritrea                            | 38,7 %                        | 57,3 %                        | 04,0 %                        |
| Estland                            | 16,3 %                        | 62,8 %                        | 20,9 %                        |
| Eswatini                           | 34,4 %                        | 61,6 %                        | 04,0 %                        |
| Färöer                             | 20,7 %                        | 61,3 %                        | 18,0 %                        |
| Fidschi                            | 28,3 %                        | 65,6 %                        | 06,1 %                        |
| Finnland                           | 14,9 %                        | 61,5 %                        | 23,6 %                        |
| Föderierte Staaten von Mikronesien | 29,9 %                        | 63,7 %                        | 06,4 %                        |
| Frankreich                         | 17,0 %                        | 61,0 %                        | 22,0 %                        |
| Französisch-Polynesien             | 20,8 %                        | 68,6 %                        | 10,6 %                        |
| Gabun                              | 36,1 %                        | 60,0 %                        | 03,9 %                        |
| Gambia                             | 42,6 %                        | 55,0 %                        | 02,4 %                        |
| Georgien                           | 21,3 %                        | 63,9 %                        | 14,7 %                        |
| Ghana                              | 36,6 %                        | 59,7 %                        | 03,6 %                        |
| Gibraltar                          | 16,9 %                        | 61,8 %                        | 21,3 %                        |
| Grenada                            | 23,8 %                        | 65,8 %                        | 10,3 %                        |
| Griechenland                       | 13,6 %                        | 63,3 %                        | 23,1 %                        |
| Grönland                           | 20,8 %                        | 68,6 %                        | 10,6 %                        |
| Guam                               | 25,8 %                        | 61,9 %                        | 12,3 %                        |
| Guatemala                          | 31,9 %                        | 63,2 %                        | 04,9 %                        |
| Guinea                             | 41,2 %                        | 55,5 %                        | 03,3 %                        |
| Guinea-Bissau                      | 39,6 %                        | 57,5 %                        | 02,8 %                        |
| Guyana                             | 28,5 %                        | 65,1 %                        | 06,5 %                        |
| Haiti                              | 31,8 %                        | 63,6 %                        | 04,6 %                        |
| Honduras                           | 29,7 %                        | 65,9 %                        | 04,4 %                        |
| Hongkong                           | 11,9 %                        | 66,8 %                        | 21,4 %                        |
| Indien                             | 24,9 %                        | 68,0 %                        | 07,1 %                        |
| Indonesien                         | 24,9 %                        | 68,1 %                        | 07,0 %                        |
| Irak                               | 37,3 %                        | 59,3 %                        | 03,4 %                        |
| Iran                               | 23,3 %                        | 68,8 %                        | 07,9 %                        |
| Irland                             | 19,2 %                        | 65,3 %                        | 15,5 %                        |
| Island                             | 18,3 %                        | 66,0 %                        | 15,7 %                        |
| Isle of Man                        | 14,4 %                        | 62,9 %                        | 22,7 %                        |
| Israel                             | 27,9 %                        | 59,9 %                        | 12,2 %                        |
| Italien                            | 12,2 %                        | 63,3 %                        | 24,5 %                        |
| Jamaika                            | 19,4 %                        | 72,8 %                        | 07,8 %                        |
| Japan                              | 11,5 %                        | 58,5 %                        | 30,1 %                        |
| Jemen                              | 39,1 %                        | 58,3 %                        | 02,6 %                        |
| Jordanien                          | 31,5 %                        | 64,5 %                        | 04,0 %                        |
| Kambodscha                         | 28,6 %                        | 65,3 %                        | 06,1 %                        |
| Kamerun                            | 42,0 %                        | 55,4 %                        | 02,7 %                        |
| Kanada                             | 15,4 %                        | 65,0 %                        | 19,5 %                        |
| Kap Verde                          | 25,7 %                        | 68,5 %                        | 05,7 %                        |
| Kasachstan                         | 29,6 %                        | 62,2 %                        | 08,2 %                        |
| Katar                              | 15,7 %                        | 82,7 %                        | 01,6 %                        |
| Kenia                              | 37,2 %                        | 59,9 %                        | 02,9 %                        |
| Kirgisistan                        | 34,3 %                        | 61,0 %                        | 04,7 %                        |
| Kiribati                           | 35,9 %                        | 60,2 %                        | 03,9 %                        |
| Kolumbien                          | 21,1 %                        | 69,5 %                        | 09,4 %                        |
| Komoren                            | 37,8 %                        | 57,9 %                        | 04,3 %                        |
| Kosovo                             | 20,6 %                        | 68,9 %                        | 10,5 %                        |
| Kroatien                           | 14,0 %                        | 63,3 %                        | 22,7 %                        |
| Kuba                               | 15,6 %                        | 68,3 %                        | 16,1 %                        |
| Kuwait                             | 20,1 %                        | 74,4 %                        | 05,4 %                        |
| Laos                               | 30,3 %                        | 65,2 %                        | 04,6 %                        |
| Lesotho                            | 33,8 %                        | 61,9 %                        | 04,2 %                        |
| Lettland                           | 15,4 %                        | 62,3 %                        | 22,2 %                        |
| Libanon                            | 27,3 %                        | 62,5 %                        | 10,3 %                        |
| Liberia                            | 40,0 %                        | 56,7 %                        | 03,3 %                        |
| Libyen                             | 27,7 %                        | 67,3 %                        | 05,0 %                        |
| Liechtenstein                      | 14,4 %                        | 65,6 %                        | 20,0 %                        |
| Litauen                            | 15,4 %                        | 63,4 %                        | 21,2 %                        |
| Luxemburg                          | 15,7 %                        | 69,0 %                        | 15,4 %                        |
| Macau                              | 15,0 %                        | 71,3 %                        | 13,7 %                        |
| Madagaskar                         | 38,7 %                        | 57,9 %                        | 03,4 %                        |
| Malawi                             | 42,0 %                        | 55,4 %                        | 02,5 %                        |
| Malaysia                           | 22,4 %                        | 69,8 %                        | 07,8 %                        |
| Malediven                          | 21,7 %                        | 73,2 %                        | 05,1 %                        |
| Mali                               | 47,0 %                        | 50,7 %                        | 02,3 %                        |
| Malta                              | 13,2 %                        | 67,2 %                        | 19,6 %                        |
| Marokko                            | 26,3 %                        | 65,7 %                        | 08,0 %                        |
| Marshallinseln                     | 32,0 %                        | 63,3 %                        | 04,8 %                        |
| Mauretanien                        | 41,2 %                        | 55,6 %                        | 03,2 %                        |
| Mauritius                          | 16,0 %                        | 70,7 %                        | 13,3 %                        |
| Mexiko                             | 24,0 %                        | 67,4 %                        | 08,6 %                        |
| Moldau                             | 19,1 %                        | 68,3 %                        | 12,7 %                        |
| Monaco                             | 13,3 %                        | 50,9 %                        | 35,8 %                        |
| Mongolei                           | 32,3 %                        | 62,9 %                        | 04,8 %                        |
| Montenegro                         | 17,9 %                        | 65,2 %                        | 16,9 %                        |
| Mosambik                           | 43,3 %                        | 54,1 %                        | 02,6 %                        |
| Myanmar                            | 24,4 %                        | 68,6 %                        | 07,0 %                        |
| Namibia                            | 36,2 %                        | 59,8 %                        | 03,9 %                        |
| Nauru                              | 38,8 %                        | 58,6 %                        | 02,7 %                        |
| Nepal                              | 28,5 %                        | 65,3 %                        | 06,2 %                        |
| Neukaledonien                      | 21,9 %                        | 66,7 %                        | 11,4 %                        |
| Neuseeland                         | 18,5 %                        | 64,8 %                        | 16,7 %                        |
| Nicaragua                          | 29,4 %                        | 65,2 %                        | 05,4 %                        |
| Niederlande                        | 15,3 %                        | 63,9 %                        | 20,7 %                        |
| Niger                              | 48,8 %                        | 48,8 %                        | 02,4 %                        |
| Nigeria                            | 42,8 %                        | 54,3 %                        | 03,0 %                        |
| Nordkorea                          | 18,8 %                        | 69,0 %                        | 12,2 %                        |
| Nördliche Marianen                 | 20,7 %                        | 67,5 %                        | 11,8 %                        |
| Nordmazedonien                     | 15,9 %                        | 68,9 %                        | 15,1 %                        |
| Norwegen                           | 16,4 %                        | 64,8 %                        | 18,7 %                        |
| Oman                               | 27,0 %                        | 70,2 %                        | 02,8 %                        |
| Österreich                         | 14,4 %                        | 65,4 %                        | 20,2 %                        |
| Osttimor                           | 34,2 %                        | 60,6 %                        | 05,2 %                        |
| Pakistan                           | 36,1 %                        | 59,5 %                        | 04,3 %                        |
| Palästina                          | 38,4 %                        | 58,0 %                        | 03,6 %                        |
| Palau                              | 21,1 %                        | 68,7 %                        | 10,3 %                        |
| Panama                             | 25,8 %                        | 65,2 %                        | 09,0 %                        |
| Papua-Neuguinea                    | 33,9 %                        | 62,8 %                        | 03,3 %                        |
| Paraguay                           | 28,7 %                        | 64,9 %                        | 06,4 %                        |
| Peru                               | 25,7 %                        | 65,7 %                        | 08,6 %                        |
| Philippinen                        | 30,0 %                        | 64,4 %                        | 05,6 %                        |
| Polen                              | 14,9 %                        | 66,5 %                        | 18,5 %                        |
| Portugal                           | 13,0 %                        | 63,7 %                        | 23,3 %                        |
| Puerto Rico                        | 13,3 %                        | 63,3 %                        | 23,4 %                        |
| Republik Kongo                     | 40,6 %                        | 56,6 %                        | 02,8 %                        |
| Ruanda                             | 38,1 %                        | 58,7 %                        | 03,3 %                        |
| Rumänien                           | 15,8 %                        | 65,7 %                        | 18,5 %                        |
| Russland                           | 17,6 %                        | 66,3 %                        | 16,2 %                        |
| Saint-Martin                       | 21,1 %                        | 67,1 %                        | 11,8 %                        |
| Salomonen                          | 38,9 %                        | 57,6 %                        | 03,5 %                        |
| Sambia                             | 42,4 %                        | 55,8 %                        | 01,8 %                        |
| Samoa                              | 37,5 %                        | 57,2 %                        | 05,3 %                        |
| San Marino                         | 12,3 %                        | 66,8 %                        | 20,9 %                        |
| São Tomé und Príncipe              | 38,9 %                        | 57,3 %                        | 03,8 %                        |
| Saudi-Arabien                      | 25,6 %                        | 71,4 %                        | 03,1 %                        |
| Schweden                           | 17,4 %                        | 62,2 %                        | 20,4 %                        |
| Schweiz                            | 15,0 %                        | 65,3 %                        | 19,7 %                        |
| Senegal                            | 41,1 %                        | 55,7 %                        | 03,1 %                        |
| Serbien                            | 14,6 %                        | 65,0 %                        | 20,5 %                        |
| Seychellen                         | 23,0 %                        | 68,5 %                        | 08,5 %                        |
| Sierra Leone                       | 38,5 %                        | 58,3 %                        | 03,2 %                        |
| Simbabwe                           | 40,3 %                        | 56,4 %                        | 03,3 %                        |
| Singapur                           | 11,7 %                        | 72,2 %                        | 16,1 %                        |
| Slowakei                           | 15,6 %                        | 67,4 %                        | 16,9 %                        |
| Slowenien                          | 15,0 %                        | 63,6 %                        | 21,4 %                        |
| Somalia                            | 47,1 %                        | 50,4 %                        | 02,6 %                        |
| Spanien                            | 13,5 %                        | 65,8 %                        | 20,7 %                        |
| Sri Lanka                          | 22,4 %                        | 65,7 %                        | 11,9 %                        |
| St. Kitts und Nevis                | 19,2 %                        | 70,2 %                        | 10,6 %                        |
| St. Lucia                          | 17,7 %                        | 72,8 %                        | 09,5 %                        |
| St. Vincent und die Grenadinen     | 21,7 %                        | 67,3 %                        | 11,0 %                        |
| Südafrika                          | 28,3 %                        | 65,8 %                        | 05,9 %                        |
| Sudan                              | 40,7 %                        | 55,7 %                        | 03,6 %                        |
| Südkorea                           | 11,2 %                        | 70,4 %                        | 18,4 %                        |
| Südsudan                           | 43,0 %                        | 54,1 %                        | 02,9 %                        |
| Suriname                           | 26,0 %                        | 66,4 %                        | 07,6 %                        |
| Syrien                             | 29,7 %                        | 65,6 %                        | 04,7 %                        |
| Tadschikistan                      | 36,1 %                        | 60,3 %                        | 03,6 %                        |
| Tansania                           | 43,1 %                        | 53,8 %                        | 03,1 %                        |
| Thailand                           | 15,2 %                        | 68,8 %                        | 16,0 %                        |
| Togo                               | 39,6 %                        | 57,2 %                        | 03,2 %                        |
| Tonga                              | 34,0 %                        | 59,8 %                        | 06,2 %                        |
| Trinidad und Tobago                | 18,8 %                        | 69,3 %                        | 12,0 %                        |
| Tschad                             | 47,4 %                        | 50,6 %                        | 02,0 %                        |
| Tschechien                         | 15,8 %                        | 63,4 %                        | 20,8 %                        |
| Tunesien                           | 24,7 %                        | 66,0 %                        | 09,3 %                        |
| Türkei                             | 23,0 %                        | 68,1 %                        | 08,9 %                        |
| Turkmenistan                       | 30,9 %                        | 63,7 %                        | 05,4 %                        |
| Turks- und Caicosinseln            | 16,6 %                        | 72,8 %                        | 10,5 %                        |
| Tuvalu                             | 31,7 %                        | 61,6 %                        | 06,7 %                        |
| Uganda                             | 44,4 %                        | 53,9 %                        | 01,7 %                        |
| Ukraine                            | 15,4 %                        | 64,4 %                        | 20,2 %                        |
| Ungarn                             | 14,4 %                        | 65,9 %                        | 19,7 %                        |
| Uruguay                            | 18,7 %                        | 65,5 %                        | 15,8 %                        |
| Usbekistan                         | 30,2 %                        | 64,5 %                        | 05,3 %                        |
| Vanuatu                            | 39,1 %                        | 57,2 %                        | 03,8 %                        |
| Venezuela                          | 26,7 %                        | 64,4 %                        | 08,8 %                        |
| Vereinigte Arabische Emirate       | 15,2 %                        | 82,9 %                        | 01,9 %                        |
| Vereinigte Staaten                 | 17,7 %                        | 64,7 %                        | 17,6 %                        |
| Vereinigtes Königreich             | 17,2 %                        | 63,3 %                        | 19,5 %                        |
| Vietnam                            | 22,2 %                        | 68,3 %                        | 09,5 %                        |
| Volksrepublik China                | 16,8 %                        | 68,9 %                        | 14,3 %                        |
| Zentralafrikanische Republik       | 47,8 %                        | 49,6 %                        | 02,5 %                        |
| Zypern                             | 15,8 %                        | 69,0 %                        | 15,2 %                        |
| Land                               | Bevölkerungsanteil nach Alter | Bevölkerungsanteil nach Alter | Bevölkerungsanteil nach Alter |
| Land                               | 0 bis 14 Jahre                | 15 bis 64 Jahre               | über 65 Jahre                 |